# Manchester (Iowa)
Manchester ist die größte Ortschaft (mit dem Status „City“) und Verwaltungssitz des Delaware County im US-amerikanischen Bundesstaat Iowa. Das U.S. Census Bureau hat bei der Volkszählung 2020 eine Einwohnerzahl von 5.065 ermittelt.

## Geografie
Manchester liegt im mittleren Nordosten Iowas am Maquoketa River, einem rechten Nebenfluss des Mississippi. Dieser bildet rund 70 km östlich die Grenze Iowas zu Wisconsin und Illinois.
Die geografischen Koordinaten von Manchester sind 42°29′03″ nördlicher Breite und 91°27′20″ westlicher Länge. Die Stadt erstreckt sich über eine Fläche von 12,17 km² und ist der Hauptort der Delaware Township. Ein kleiner Teil des Stadtgebiets erstreckt sich bis in die südlich benachbarte Milo Township.
Nachbarorte von Manchester sind Edgewood (21,2 km nordnordöstlich), Greeley (19,3 km nordöstlich), Delaware (10,6 km östlich), Earlville (16 km in der gleichen Richtung), Delhi (15,7 km südöstlich), Ryan (16,9 km südlich), Masonville (11,5 km westlich), Winthrop (24,9 km in der gleichen Richtung) und Dundee (15,4 km nordwestlich).
Die nächstgelegenen größeren Städte sind La Crosse in Wisconsin (181 km nördlich), Wisconsins Hauptstadt Madison (218 km ostnordöstlich), Dubuque an der Schnittstelle der Staaten Iowa, Wisconsin und Illinois (71,9 km östlich), Rockford in Illinois (219 km in der gleichen Richtung), die Quad Cities in Iowa und Illinois (163 km südöstlich), Iowa City (106 km südlich), Cedar Rapids (69,8 km südsüdwestlich), Iowas Hauptstadt Des Moines (252 km westsüdwestlich), Waterloo (78,5 km westlich) und Rochester in Minnesota (238 km nordnordwestlich).

## Verkehr
Der zum Freeway ausgebaute U.S. Highway 20 verläuft in West-Ost-Richtung entlang des südlichen Stadtrandes von Manchester. Der Iowa State Highway 13 führt in Nord-Süd-Richtung als Hauptstraße durch Manchester. Alle weiteren Straßen sind untergeordnete Landstraßen, teils unbefestigte Fahrwege sowie innerörtliche Verbindungsstraßen.
In Manchester treffen zwei Eisenbahnstrecken für den Frachtverkehr der Canadian National Railway (CN) zusammen.
Mit dem Manchester Municipal Airport befindet sich 3,8 km westlich der Stadt ein kleiner Flugplatz. Die nächstgelegenen Verkehrsflughäfen sind der Dubuque Regional Airport (74,1 km östlich) und der Waterloo Regional Airport (87,5 km westlich).

## Bevölkerung
Nach der Volkszählung im Jahr 2010 lebten in Manchester 5179 Menschen in 2199 Haushalten. Die Bevölkerungsdichte betrug 425,6 Einwohner pro Quadratkilometer. In den 2199 Haushalten lebten statistisch je 2,31 Personen.
Ethnisch betrachtet setzte sich die Bevölkerung zusammen aus 97,7 Prozent Weißen, 0,6 Prozent Afroamerikanern, 0,3 Prozent amerikanischen Ureinwohnern, 0,4 Prozent Asiaten sowie 0,2 Prozent aus anderen ethnischen Gruppen; 0,8 Prozent stammten von zwei oder mehr Ethnien ab. Unabhängig von der ethnischen Zugehörigkeit waren 0,9 Prozent der Bevölkerung spanischer oder lateinamerikanischer Abstammung.
24,9 Prozent der Bevölkerung waren unter 18 Jahre alt, 55,0 Prozent waren zwischen 18 und 64 und 20,1 Prozent waren 65 Jahre oder älter. 52,6 Prozent der Bevölkerung waren weiblich.
Das mittlere jährliche Einkommen eines Haushalts lag bei 45.451 USD. Das Pro-Kopf-Einkommen betrug 23.822 USD. 13,5 Prozent der Einwohner lebten unterhalb der Armutsgrenze.

## Bekannte Bewohner
- Clarence Don Clark (1851–1930) – republikanischer Abgeordneter in beiden Häusern des US-Kongresses – praktizierte mehrere Jahre als Anwalt in Manchester
- Dorothy Hennessey (1913–2008) – katholische Ordensgeistliche und Friedensaktivistin – geboren und aufgewachsen in Manchester
- William W. McCredie (1862–1935) – republikanischer Abgeordneter des US-Repräsentantenhauses (1909–1911) – wuchs in Manchester auf